# Coronacrisis in Spanje
De coronacrisis in Spanje begon op 31 januari 2020 toen de eerste besmetting met het coronavirus SARS-CoV-2 in Spanje werd gemeld. Het betrof een Duitse patiënt bij wie het virus werd vastgesteld op het eiland La Gomera behorend tot de Canarische Eilanden. Op 9 februari werd een tweede besmetting vastgesteld bij een Britse man in Palma de Mallorca. In Barcelona is het Mobile World Congress van 2020 dat in februari plaats zou vinden afgelast om te voorkomen dat het virus door deelnemers uit China verspreid wordt naar Spanje.

## Tijdlijn besmettingen

Aantal besmettingen (blauw) en doden (rood) door COVID-19. De stippellijnen geven de dagelijkse verhoging aan.

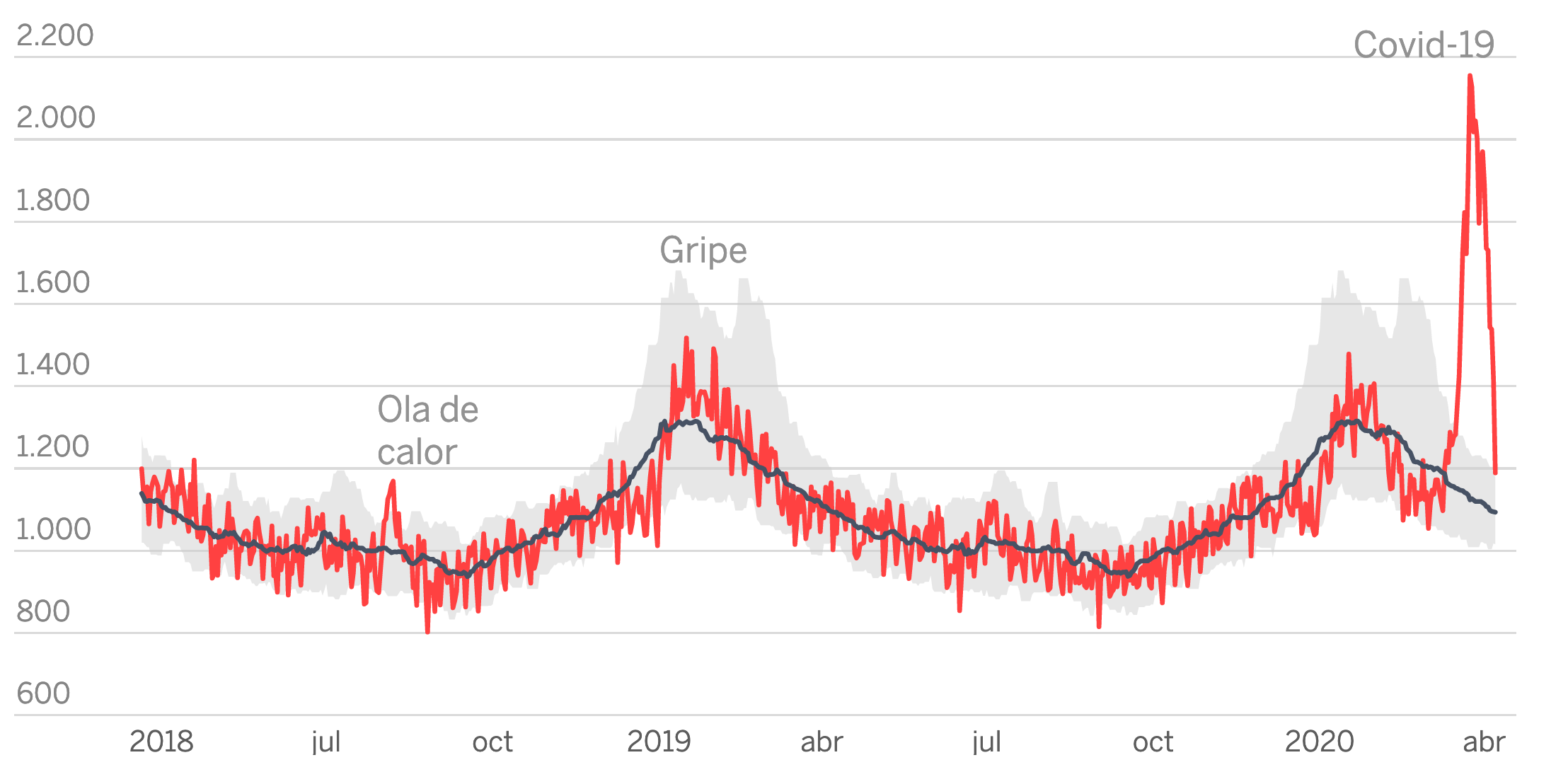
Dagelijkse mortaliteit in Spanje (april 2018-april 2020), in april 2020 is er oversterfte te zien door overlijdens aan COVID-19

- Op 4 maart 2020 was het aantal opgelopen tot 222 vastgestelde besmettingen. Twee van hen zijn genezen verklaard en twee patiënten zijn tot dan toe te komen overlijden aan de gevolgen van het virus.

- Op 13 maart was het aantal vastgestelde besmettingen opgelopen tot 4.335, inclusief 122 doden en 193 genezen patiënten. Minstens 190 patiënten werden opgenomen op de intensive care (135 van hen in Madrid en omgeving).

- Op 15 maart was het aantal vastgestelde besmettingen opgelopen tot 7.805, inclusief 292 doden en 517 genezen patiënten. De grootste concentraties zijn te vinden in Madrid en omgeving (3.544), Catalonië (903) en Baskenland (630).

- Op 21 maart was het aantal vastgestelde besmettingen opgelopen tot 24.926, inclusief 1.326 doden en 2.125 genezen patiënten. Minstens 1.785 mensen zijn opgenomen op de intensive care, van wie 834 in Madrid.

- Op 23 maart was het aantal vastgestelde besmettingen opgelopen tot 33.089, inclusief 2.182 doden en 3.355 genezen patiënten. Madrid is het zwaarst getroffen met 10.575 vastgestelde besmettingen en 1.263 doden.

- Op 29 maart was het aantal vastgestelde besmettingen opgelopen tot 80.110, inclusief 6.803 doden en 16.780 genezen patiënten. Madrid is het zwaarst getroffen met 24.090 vastgestelde besmettingen en 3.392 doden. Ook Catalonië, met 16.157 vastgestelde besmettingen en 1.410 doden, is sterk getroffen.

## Voetbalwedstrijd in Italië op 19 februari 2020
Een massaal bezochte voetbalwedstrijd tussen de elftallen van Atalanta Bergamo en Valencia CF die op woensdagavond 19 februari 2020 werd gespeeld in het Stadio Giuseppe Meazza te Milaan in Italië is achteraf aangemerkt als een belangrijke haard van waaruit vervolgens het virus zich tevens via terugkerende supporters over Spanje zou hebben verspreid.

## Maatregelen
Vanaf 4 maart ontzegden steeds meer landen reizigers uit Spanje de toegang. Op 12 maart kondigde president Trump aan dat reizigers uit de 26 Schengen-landen, waaronder Spanje, voor een periode van 30 dagen niet meer welkom zijn in de Verenigde Staten.
Spanje vaardigde per 13 maart een landingsverbod uit voor vliegtuigen uit Italië. Scholen en universiteiten in het hele land zijn voor zeker twee weken gesloten.
Op 13 maart 2020 vaardigde Spanje met ingang van 14 maart de noodtoestand uit voor een periode van 15 dagen. Ook het leger wordt nu ingezet om de verspreiding van het coronavirus tegen te gaan. Er gaan diverse producten op rantsoen, de overheid kan mensen die besmet zijn verplichten om in quarantaine te gaan. Daarnaast kan de regering de controle overnemen van industrie en privéondernemingen, zoals privéziekenhuizen. Verder kunnen er maatregelen worden genomen om de voorraden van drinkwater en voedsel veilig te stellen. De noodtoestand duurde aanvankelijk twee weken en werd daarna met 15 dagen verlengd.
In Spanje gaan ook alle restaurants, cafés en discotheken tot nader order dicht, evenals musea, bioscopen en een groot deel van de winkels. Supermarkten en andere levensmiddelenwinkels, apotheken, benzinepompen en banken blijven wel open. Het autoverkeer en het openbaar vervoer worden ingeperkt. De Spanjaarden mogen, net als de Italianen, alleen hun huis uit om eten en medicijnen te kopen, naar hun werk, het ziekenhuis of de bank te gaan of om kinderen of ouderen te verzorgen.
In Catalonië dienden burgers vanaf 22 maart op straat aan de politie op straffe van zware boetes een schriftelijke verklaring te kunnen tonen met een redelijke grond voor het verlaten van hun woning, een zogeheten certificat autoresponsable de desplaçament. De noodtoestand werd met vijftien dagen verlengd en de vliegvelden en havens werden voor de meeste buitenlanders voor dertig dagen gesloten.
Op 29 maart vielen de doden in Spanje bij honderden, het aantal besmettingen met duizenden. De afgelopen drie dagen telt Spanje dagelijks gemiddeld zo’n 800 doden. In bejaardentehuizen werden bewoners dood in hun bed gevonden. De begraafplaatsen in Madrid kunnen het aantal doden niet meer aan. Het 'Palacio de Hielo', een overdekte schaatsbaan, is in gebruik genomen als mortuarium en zit ook vol. De Spanjaarden zitten nu drie weken in hun huizen opgesloten. Iedereen met een 'niet-essentiële' baan moet nu ook thuisblijven. De economie van Spanje gaat 'in winterslaap'. Volgens premier Sánchez is het noodzakelijk de economie grotendeels tot stilstand te brengen. De regering in Madrid gaat massaal mobiele telefoons controleren om te zien of en hoe mensen zich (nog) verplaatsen tijdens de lockdown.